# Chloorkoolwaterstof-bestrijdingsmiddel
Chemische bestrijdingsmiddelen op basis van gechloreerde koolwaterstoffen werden in de jaren 80 van de 20e eeuw op grote schaal gebruikt. In Nederland daarentegen gebruikte men deze middelen al sinds de jaren zestig minder, wat werd weerspiegeld door het herstel van vele vogelsoorten (roofvogels, sterns, lepelaars en aalscholvers) in de jaren 80.
Dit type bestrijdingsmiddel is weinig selectief. Niet alleen zijn ze schadelijk voor de doelgroep, maar ook voor veel andere diersoorten en de mens (grote nadelige bijwerking).
Gechloreerde koolwaterstoffen zijn slecht afbreekbaar en worden opgehoopt in het vet van dieren (uitzondering dichloorpropeen en in mindere mate 1,2-dichloorbenzeen). Dieren en mensen die aan het eind van de voedselketen staan lopen hierdoor, als gevolg van de bioaccumulatie vele male grotere risico's op effecten van deze stoffen dan de dieren aan het begin van de voedselketen.
Voorbeelden van gechloreerde koolwaterstoffen zijn:
- aldrin
- camfechloor
- chloordaan
- chloordecone
- DDT

- 1,3-dichloorpropeen
- 1,2-dichloorbenzeen
- dieldrin
- endosulfan
- endrin

- heptachloor
- hexachloorbenzeen
- lindaan
- metoxychloor